# Jearl Walker
Jearl Dalton Walker (* 20. Januar 1945 in Pensacola (Florida)) ist ein US-amerikanischer Physiker, bekannt als Sachbuchautor und früherer Kolumnist der Zeitschrift Scientific American.
Walker wuchs in Fort Worth auf und studierte Physik am Massachusetts Institute of Technology, wo er 1967 seinen Bachelor-Abschluss machte. 1973 promovierte er an der University of Maryland. Er lehrt seit 1973 zunächst als Assistant Professor, danach Associate Professor und seit 1981 als Professor Physik an der Cleveland State University, 1985 bis 1989 war er auch Vorsitzender der Physik-Fakultät. Für seine Lehre wurde er an der Universität mehrfach ausgezeichnet (ein Preis Jearl Walker Outstanding Teaching Award wird dort künftig nach ihm benannt, er ist 2005 der erste Preisträger). Bekannt ist er für sein Buch Flying Circus of Physics, das zuerst 1975 erschien, und Physik-Kolumnen (Amateur Scientist) in der bekannten populärwissenschaftlichen Zeitschrift Scientific American, die er von 1978 bis 1988 betreute (aus den 152 Kolumnen  gingen mehrere Bücher hervor). 1977 bis 1990 war er Redaktionsmitglied von Scientific American. Er bearbeitete auch ab 1990 die Neuauflage des Halliday-Resnick (von David Halliday und Robert Resnick), eines in den USA bekannten einführenden (reich illustrierten) Physik-Lehrbuchs. In den USA ist er auch im Fernsehen bekannt für spektakuläre Demonstrationen von Experimenten, zum Beispiel in der Tonight Show von Johnny Carson und in seiner eigenen PBS-Serie Kinetic Karnival.
In dem Buch Der fliegende Zirkus der Physik werden zahlreiche physikalische Alltagsphänomene vorgestellt und nach Erklärungen gefragt (die Lösungen befinden sich in einem Antwort-Teil des Buches). 
Er ist seit 1984 verheiratet und hat vier Kinder.

## Schriften
- Der fliegende Zirkus der Physik. (Originaltitel: The Flying Circus of Physics, übersetzt von Karen Lippert und Micaela Krieger-Hauwede) 9., erweiterte Auflage. Oldenbourg, München 2007 (Erstausgabe 1977), ISBN 978-3-486-58067-9
- mit David Halliday, Robert Resnick: Physik, (Originaltitel: Fundamentals of physics) 2. erweiterte Auflage, Wiley-VCH, Weinheim 2007, ISBN 3-527-40746-4.
- Ein Knick in der Optik- unterhaltsame Experimente aus Spektrum der Wissenschaft, Fischer Taschenbuch 1992
- Ein Ball mit Drall - unterhaltsame Experimente aus Spektrum der Wissenschaft, Fischer Taschenbuch 1990
- Roundabout: the physics of rotation in the everyday world - Readings from Scientific American, Freeman 1985
- Herausgeber: Light and its uses : making and using lasers, holograms, interferometers, and instruments of dispersion, Readings from Scientific American, Freeman 1980
- Herausgeber: Light from the sky - Readings from Scientific American. Freeman 1980
- Physics of everyday phenomena - Readings from Scientific American. Freeman 1979